# خليل نخلة
خليل نخلة (1943-) أكاديمي وكاتب فلسطيني من مواليد الرامة وتعود أصوله إلى الجليل الأعلى، تخرج من مدرسة مار يوسف في الناصرة ليكمل تعليمه ويحصل على البكالوريوس في علم الاجتماع من جامعة سانت جون في ولاية مينيسوتا في الولايات المتحدة الأمريكية عام 1967 وأكمل درجة الدكتوراة في الإنثروبولوجيا الإجتماعية-الثقافية من جامعة إنديانا في الولايات المتحدة الأمريكية عام 1973. عمل أستاذ مساعد في قسم علم الإجتماع في جامعة سانت جون من 1972-1979.

## حياته العملية
عمل خليل نخلة في العديد من الجامعات و المؤسسات الأكاديمية:
- مساعد مدرس في قسم علم الإنسان في جامعة إنديانا، بلومينتغون من عام 1969-1972.
- أستاذ مساعد في جامعة سانت جون من 1972-1979.
- منسق ميداني في صندوق القدس [الإنجليزية] (The Jerusalem Fund) في واشنطن العاصمة.
- مدير لمؤسسة الدراسات العربية بلمونت ماساتشوستس في الولايات المتحدة الأمريكية وأدارها في مراحلها المبكرة 1980-1982.
- زميل أبحاث في مؤسسة الدراسات العربية 1982-1984.
- مدير جمعية التعاون في جنيف، سويسرا من 1984-1993.

- مستشار في برنامج الأمم المتحدة الإنمائي (UNDP)، لمركز الهيئة والتخطيط في رام الله عام 1994.
- مستشار لمكتب ممثلية اللجنة الأوروبية في القدس 1994-1998.
- مدير لبرنامج الأمم المتحدة الإنمائي في القدس في عام 1995.
- منسق التخطيط التربوي في مركز تطوير المنهاج الفلسطيني عام 1996.
- مدير عام لوزارة التعليم العالي في السلطة الفلسطينية في رام الله في 1998.
- عضو لمجلس أمناء الجامعة العربية الأمريكية في جنين 2000 -2002.
- عضو مستشار لوزير التربية والتعليم العالي في فلسطين في اللجنة التوجيهية الاستراتيجية من 2000-2002.
- رئيس لجنة الإعتماد وضمان الجودة لمؤسسات التعليم العالي 2000-2004.
- مدير مركز القطان لتطوير التعليم 2004-2005.

## إصداراته
أصدر خليل نخلة العديد من الدراسات والمقالات ولكتب ومن إصداراته:
- منظمات السكان الأصليين في فلسطين (القدس: جمعية الملتقى الفكري العربي، 1990).
- أسطورة التنمية الفلسطينية: المعونة السياسية والخداع الدائم.
- رام الله (باللغة الإنجليزية مؤسسة باسيا: والعربية مؤسسة مواطن، 2004).
- كتاب "تمرد الذاكرة" الذي صدر عام 2017 عن دار الرعاة للدراسات والنشر في رام الله.